# Besta-deild karla 2023
La Besta-deild karla 2023, conocida como «Pepsi Deild Karla 2023» al ser patrocinada por Pepsi, fue la edición número 112 de la Besta-deild karla, la máxima división de fútbol en Islandia. La temporada comenzó el 10 de abril y finalizó el 7 de octubre.

## Sistema de competición
Los doce equipos participantes jugaron entre sí todos contra todos dos veces totalizando 22 partidos cada uno. Al término de la jornada 22 los seis primeros pasaron al grupo campeonato y los restantes seis al grupo descenso, y jugaron entre sí una sola vez totalizando 27 jornadas. El primer clasificado del grupo campeonato se consagró campeón y obtuvo un cupo para la primera ronda clasificatoria de la Liga de Campeones 2024-25, mientras que el segundo clasificado obtuvo un cupo para la primera ronda clasificatoria de la Liga de Conferencia Europa 2024-25. Los dos últimos clasificados del grupo descenso descendieron a la 1. deild karla 2024.
Un segundo cupo para la primera ronda de la Liga de Conferencia Europa 2024-25 fue asignado al campeón de la Copa de Islandia.

## Ascensos y descensos
| Pos. | Ascendidos de 1. deild karla 2022 |
| ---- | --------------------------------- |
| 1    | HK Kópavogur                      |
| 2    | Fylkir Reykjavík                  |

| Pos. | Descendidos de Besta-deild karla 2022 |
| ---- | ------------------------------------- |
| 11   | ÍA                                    |
| 12   | Leiknir Reykjavík                     |

## Equipos participantes
| Equipo             | Ciudad        | Estadio             | Capacidad |
| ------------------ | ------------- | ------------------- | --------- |
| Breiðablik         | Kópavogur     | Kópavogsvöllur      | 3009      |
| FH                 | Hafnarfjörður | Kaplakrikavöllur    | 6450      |
| Fram               | Reikiavik     | Laugardalsvöllur    | 9800      |
| ÍBV Vestmannæyjar  | Islas Vestman | Hásteinsvöllur      | 2300      |
| HK Kópavogur       | Kópavogur     | Kórinn              | 1452      |
| KA                 | Akureyri      | Akureyrarvöllur     | 1645      |
| Keflavík           | Keflavík      | Keflavíkurvöllur    | 5200      |
| KR                 | Reikiavik     | KR-Völlur           | 3333      |
| Fylkir Reykjavík   | Reikiavik     | Floridana völlurinn | 1854      |
| Stjarnan           | Garðabær      | Stjörnuvöllur       | 1440      |
| Valur              | Reikiavik     | Vodafonevöllurinn   | 2465      |
| Víkingur Reykjavík | Reikiavik     | Víkingsvöllur       | 2023      |

## Temporada regular

### Tabla de posiciones
| Pos. | Equipo             | Pts. | PJ | G  | E | P  | GF | GC | Dif. | Clasificación 2023 |
| ---- | ------------------ | ---- | -- | -- | - | -- | -- | -- | ---- | ------------------ |
| 1    | Víkingur Reykjavík | 59   | 22 | 19 | 2 | 1  | 65 | 20 | +45  | Grupo Campeonato   |
| 2    | Valur              | 45   | 22 | 14 | 3 | 5  | 53 | 25 | +28  | Grupo Campeonato   |
| 3    | Breiðablik         | 38   | 22 | 11 | 5 | 6  | 44 | 36 | +8   | Grupo Campeonato   |
| 4    | Stjarnan           | 34   | 22 | 10 | 4 | 8  | 45 | 25 | +20  | Grupo Campeonato   |
| 5    | FH                 | 34   | 22 | 10 | 4 | 8  | 41 | 44 | −3   | Grupo Campeonato   |
| 6    | KR                 | 32   | 22 | 9  | 5 | 8  | 29 | 36 | −7   | Grupo Campeonato   |
| 7    | KA                 | 29   | 22 | 8  | 5 | 9  | 28 | 39 | −11  | Grupo Descenso     |
| 8    | HK                 | 25   | 22 | 6  | 7 | 9  | 36 | 47 | −11  | Grupo Descenso     |
| 9    | Fylkir             | 21   | 22 | 5  | 6 | 11 | 29 | 45 | −16  | Grupo Descenso     |
| 10   | Fram               | 19   | 22 | 5  | 4 | 13 | 31 | 46 | −15  | Grupo Descenso     |
| 11   | ÍBV Vestmannæyjar  | 19   | 22 | 5  | 4 | 13 | 24 | 43 | −19  | Grupo Descenso     |
| 12   | Keflavík           | 12   | 22 | 1  | 9 | 12 | 20 | 42 | −22  | Grupo Descenso     |

 Fuente: KSI, Soccerway
Criterios de clasificación: 1) Puntos; 2) Gol diferencia; 3) Goles anotados; 4) Puntos en partidos directos; 5) Gol diferencia en partidos directos; 6) Goles anotados en partidos directos; 7) Goles de visitante en partidos directos; 8) Play-off (solo para decidir al campeón); 9) Sorteo.

### Resultados
| Local \ Visitante  | BRE | FH  | FRA | FYL | ÍBV | KA  | KEF | KR  | HK  | STJ | VAL | VÍK |
| ------------------ | --- | --- | --- | --- | --- | --- | --- | --- | --- | --- | --- | --- |
| Breiðablik         |     | 0–2 | 5–4 | 5–1 | 3–1 | 2–0 | 2–1 | 3–4 | 3–4 | 1–1 | 1–0 | 2–2 |
| FH                 | 2–2 |     | 4–0 | 2–4 | 2–1 | 0–3 | 2–1 | 3–0 | 4–3 | 1–0 | 3–2 | 1–3 |
| Fram               | 0–1 | 2–2 |     | 1–1 | 3–1 | 2–1 | 4–1 | 1–2 | 3–2 | 2–1 | 1–3 | 2–3 |
| Fylkir             | 1–2 | 4–2 | 3–1 |     | 2–1 | 1–1 | 1–2 | 3–3 | 0–0 | 0–4 | 1–6 | 1–3 |
| ÍBV Vestmannæyjar  | 2–1 | 2–3 | 1–0 | 0–1 |     | 2–0 | 1–1 | 2–2 | 3–0 | 0–2 | 0–3 | 0–1 |
| KA                 | 1–1 | 4–2 | 4–2 | 2–1 | 3–0 |     | 0–0 | 1–1 | 1–1 | 2–1 | 0–4 | 0–4 |
| Keflavík           | 0–0 | 2–3 | 0–0 | 1–1 | 1–3 | 3–4 |     | 0–2 | 0–2 | 1–1 | 1–1 | 3–3 |
| KR                 | 0–1 | 1–0 | 3–2 | 2–0 | 1–1 | 2–0 | 2–0 |     | 0–1 | 1–0 | 0–4 | 1–2 |
| HK                 | 5–2 | 2–2 | 1–1 | 1–0 | 2–2 | 1–2 | 3–1 | 1–1 |     | 1–1 | 0–5 | 1–2 |
| Stjarnan           | 0–2 | 5–0 | 4–0 | 2–2 | 4–0 | 4–0 | 3–0 | 3–1 | 5–4 |     | 2–0 | 0–2 |
| Valur              | 0–2 | 1–1 | 1–0 | 2–1 | 2–1 | 4–2 | 0–0 | 5–0 | 4–1 | 3–2 |     | 0–4 |
| Víkingur Reykjavík | 5–3 | 2–0 | 3–1 | 2–0 | 6–0 | 1–0 | 4–1 | 3–0 | 6–1 | 2–0 | 2–3 |     |

## Grupo Campeonato

### Tabla de posiciones
| Pos. | Equipo                 | Pts. | PJ | G  | E | P  | GF | GC | Dif. | Clasificación 2024-25                        |
| ---- | ---------------------- | ---- | -- | -- | - | -- | -- | -- | ---- | -------------------------------------------- |
| 1    | Víkingur Reykjavík (C) | 66   | 27 | 21 | 3 | 3  | 76 | 30 | +46  | Ronda clasificatoria de la Liga de Campeones |
| 2    | Valur                  | 55   | 27 | 17 | 4 | 6  | 66 | 35 | +31  | Primera ronda de la Liga Conferencia         |
| 3    | Stjarnan               | 46   | 27 | 14 | 4 | 9  | 55 | 29 | +26  | Primera ronda de la Liga Conferencia         |
| 4    | Breiðablik             | 41   | 27 | 12 | 5 | 10 | 52 | 49 | +3   | Primera ronda de la Liga Conferencia         |
| 5    | FH                     | 40   | 27 | 12 | 4 | 11 | 49 | 54 | −5   |                                              |
| 6    | KR                     | 37   | 27 | 10 | 7 | 10 | 38 | 48 | −10  |                                              |

 Fuente: KSI, Soccerway
Criterios de clasificación: 1) Puntos; 2) Gol diferencia; 3) Goles anotados; 4) Puntos en partidos directos; 5) Gol diferencia en partidos directos; 6) Goles anotados en partidos directos; 7) Goles de visitante en partidos directos; 8) Play-off (solo para decidir al campeón); 9) Sorteo.
Notas:
1. ↑  Dado que el campeón de la Copa de Islandia 2023, el Víkingur Reykjavík, se clasificó para la Liga de Campeones, en función de su posición en la liga, la plaza en la Liga Europa Conferencia, otorgada al campeón de la copa, se transfirió al equipo mejor clasificado de este torneo que no estaba clasificado para competiciones europeas, que fue el equipo ubicado en el cuarto lugar.

### Resultados
| Local \ Visitante  | BRE | FH  | KR  | STJ | VAL | VÍK |
| ------------------ | --- | --- | --- | --- | --- | --- |
| Breiðablik         |     | 0–2 |     | 0–2 |     | 3–1 |
| FH                 |     |     | 3–1 | 1–3 |     |     |
| KR                 | 4–3 |     |     |     | 2–2 |     |
| Stjarnan           |     |     | 2–0 |     |     | 3–1 |
| Valur              | 4–2 | 4–1 |     | 2–0 |     |     |
| Víkingur Reykjavík |     | 2–1 | 2–2 |     | 5–1 |     |

## Grupo Descenso

### Tabla de posiciones
| Pos. | Equipo                | Pts. | PJ | G  | E  | P  | GF | GC | Dif. | Descenso 2024             |
| ---- | --------------------- | ---- | -- | -- | -- | -- | -- | -- | ---- | ------------------------- |
| 1    | KA                    | 41   | 27 | 12 | 5  | 10 | 39 | 45 | −6   |                           |
| 2    | Fylkir                | 29   | 27 | 7  | 8  | 12 | 43 | 55 | −12  |                           |
| 3    | HK                    | 27   | 27 | 6  | 9  | 12 | 40 | 54 | −14  |                           |
| 4    | Fram                  | 27   | 27 | 7  | 6  | 14 | 39 | 55 | −16  |                           |
| 5    | ÍBV Vestmannæyjar (D) | 25   | 27 | 6  | 7  | 14 | 31 | 50 | −19  | Descenso a 1. deild karla |
| 6    | Keflavík (D)          | 16   | 27 | 2  | 10 | 15 | 27 | 54 | −27  | Descenso a 1. deild karla |

 Fuente: KSI, Soccerway
Criterios de clasificación: 1) Puntos; 2) Gol diferencia; 3) Goles anotados; 4) Puntos en partidos directos; 5) Gol diferencia en partidos directos; 6) Goles anotados en partidos directos; 7) Goles de visitante en partidos directos; 8) Play-off (solo para decidir al campeón); 9) Sorteo.

### Resultados
| Local \ Visitante | FRA | FYL | ÍBV | KA  | KEF | HK  |
| ----------------- | --- | --- | --- | --- | --- | --- |
| Fram              |     |     |     | 1–0 | 3–1 |     |
| Fylkir            | 5–1 |     | 2–2 | 2–4 |     |     |
| ÍBV Vestmannæyjar | 2–2 |     |     |     | 1–1 |     |
| KA                |     |     | 2–1 |     | 4–2 | 1–0 |
| Keflavík          |     | 1–3 |     |     |     | 2–1 |
| HK                | 1–1 | 2–2 | 0–1 |     |     |     |

## Máximos goleadores
Actualizado al 10 de abril de 2023.